# Varkenmarkt (Den Haag)

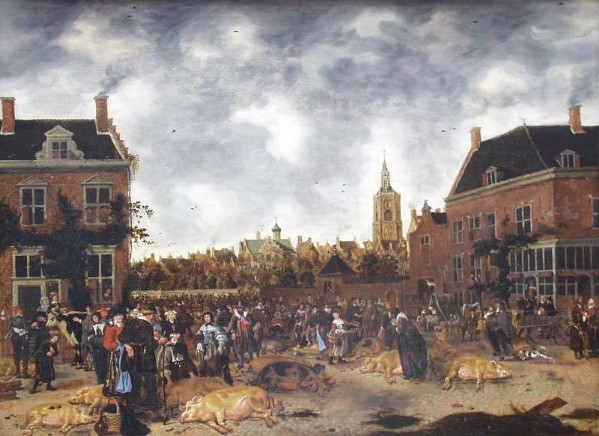
Schilderij uit 1650, rechts het Koorenhuis, op de achtergrond de Grote Kerk.

De Varkenmarkt is een oud plein in Den Haag. De Varkenmarkt ligt aan de Prinsegracht, het verlengde van de Grote Markt, waar vanaf 1614 markt werd gehouden. Via de Prinsegracht werden goederen uit het Westland aangevoerd. Om in deze buurt een varkenmarkt te hebben was dus een goede locatie.
Op de hoek van de Prinsegracht staat de zijkant van het Koorenhuis uit 1662. Aan de andere kant grenst het Koorenhuis aan de Lange Beestenmarkt. Aan de achterkant grenst de Varkenmarkt aan de Laan en op de hoek van de Laan en de Assendelftstraat bevindt zich 't Hooftshofje.

## Herinrichting
Op het plein staan circa twaalf bomen. Daartussen was een grote vlakte met keien, die dienst deed als fietsenstalling . Op de overgebleven ruimte staan geparkeerde auto's. Sinds 2003 was de gemeente van plan om het plein in ere te herstellen, zodat er weer markt kan worden gehouden, zoals de bloemen- of boerenmarkt. In 2017 werd een groot deel van de keien verwijderd en door groen vervangen, op initiatief van de bewoners.

## Rol in het openbaar vervoer
Vanaf 1880 reden er paardentrams over de Varkenmarkt en door de Assendelftstraat, Vleerstraat en Breedstraat. Deze krappe route was noodzakelijk omdat de Jan Hendrikstraat nog niet doorliep. Deze lijn B reed van station Hollands Spoor via Oranjeplein, Koningstraat, Boekhorststraat, Herderinnestraat, Lange Beestenmarkt, en ging na de Breedstraat naar Anna Paulownastraat ; in 1887 werd de lijn verlengd naar de Atjehstraat. In 1906 werd dit de elektrische lijn 2. In 1926 werden de meeste smalle straten verlaten. Sindsdien reed lijn 2 via de in 1923 vergrote Jan Hendrikstraat en Torenstraat. In 1937 werd deze lijn 2 opgeheven.
De Varkenmarkt is ook jarenlang het Haagse eindpunt geweest van de buslijnen van de WSM, later Westnederland. Dit eindpunt, dat er in 1932 kwam ter vervanging van het eindpunt Lijnbaan van de stoomtram, gaf vanuit het Westland een snelle verbinding met het centrum van Den Haag, ook al doordat lange tijd de regel bestond dat de WSM-bussen binnen de Haagse stadsgrenzen stadinwaarts geen passagiers mochten laten instappen en staduitwaarts laten uitstappen. De bussen keerden via de Korte Beestenmarkt en de Laan. Voor de oorlog was het eindpunt op de Lange Beestenmarkt.In 1970 werd het eindpunt voor een aantal lijnen verplaatst naar het toenmalige busstation Turfmarkt en in 1975 gingen alle lijnen naar het dak van Station Den Haag Centraal. Tegenwoordig bevindt het eindpunt voor de meeste streekbussen zich bij OV-knooppunt Leyenburg en om de binnenstad te bereiken dient men over te stappen op de HTM trams. Alleen een streekbus naar Rijswijk heeft nog zijn eindpunt op de Prinsegracht, dicht bij de Varkenmarkt. 
Ook reden er bussen naar het centrum van Rotterdam zoals streekbus 53 die reed van de Varkenmarkt via Loosduinen, Monster, 's-Gravezande, Poeldijk, Naaldwijk, Westerlee, Maassluis, Maasland, Vlaardingen en Schiedam naar Rotterdam Centraal en streekbus 56 via Delft naar Rotterdam. 